# ذخایر نفتی

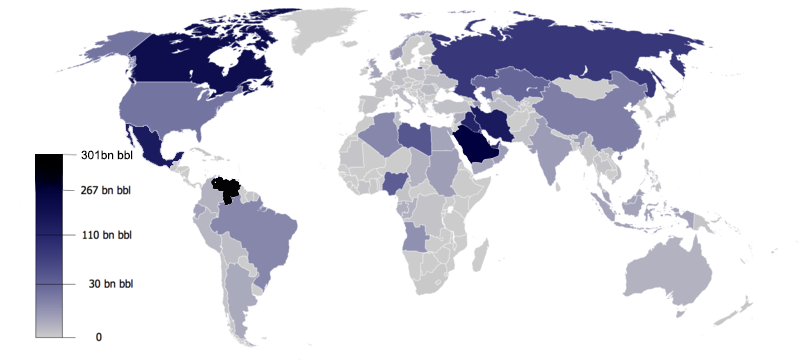
نقشهٔ ذخایر نفتی جهان

ذخایر نفت مقدار فنی و اقتصادی نفت قابل دسترس می‌باشد. این ذخایر ممکن است برای یک چاه، مخزن، یک میدان نفتی، یا یک ملت باشند. مجموع میزان نفت در مخزن نفتی، شامل نفت قابل تولید یا غیرقابل تولید، نفت میدانی نام دارد. به دلیل ویژگی‌های مخزن و محدودیت در فناوری استخراج نفت، تنها مقداری از نفت میدانی قابل برداشت است که به آن ذخیرهٔ نفتی می‌گویند.